# جيمس تارتاليا
جيمس فيليب فرانك تارتاليا (من مواليد 29 أكتوبر 1973) هو فيلسوف بريطاني يدافع عن المثالية الميتافيزيقية والعدمية الوجودية، بالإضافة إلى عازف الساكسفون الذي يجمع "اندماج موسيقى الجاز والفلسفة" بين موسيقى الجاز والأفكار الفلسفية.